# Matagalpa
Matagalpa est une grande ville et une des plus importantes municipalités du Nicaragua, capitale du département éponyme, située à 130 km au nord-est de Managua, la capitale du pays, à 143 km à l'est de León, la deuxième ville du pays, et à 150 km au sud-est de Granada, la plus grande ville touristique du Nicaragua.

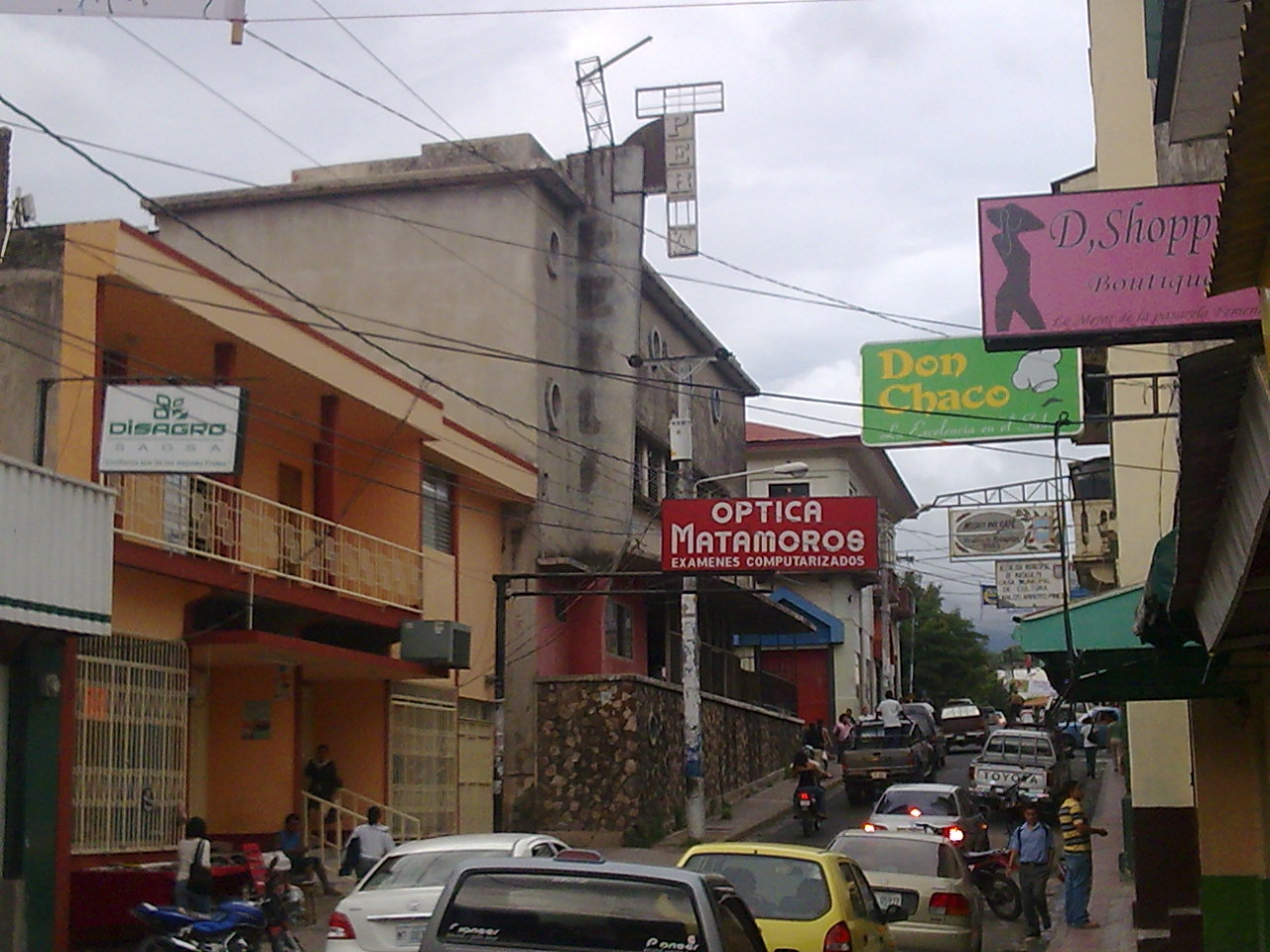
L'avenue centrale à Matagalpa

La population de la ville est de 156 218 habitants (recensement de 2015). La  municipalité qui a une superficie de 620 km² rassemble une population estimée à 200 000 habitants en 2019, ce qui la placerait au troisième rang des municipalités du Nicaragua après celles de Managua et de León; soit une densité de population de 322,6.
La cité est surnommée "Perle du Nord" (en espagnol: Perla del Septentrión), en raison de sa situation géographique au nord du Nicaragua et sur les hauteurs lui permettant d'échapper au climat tropical chaud.

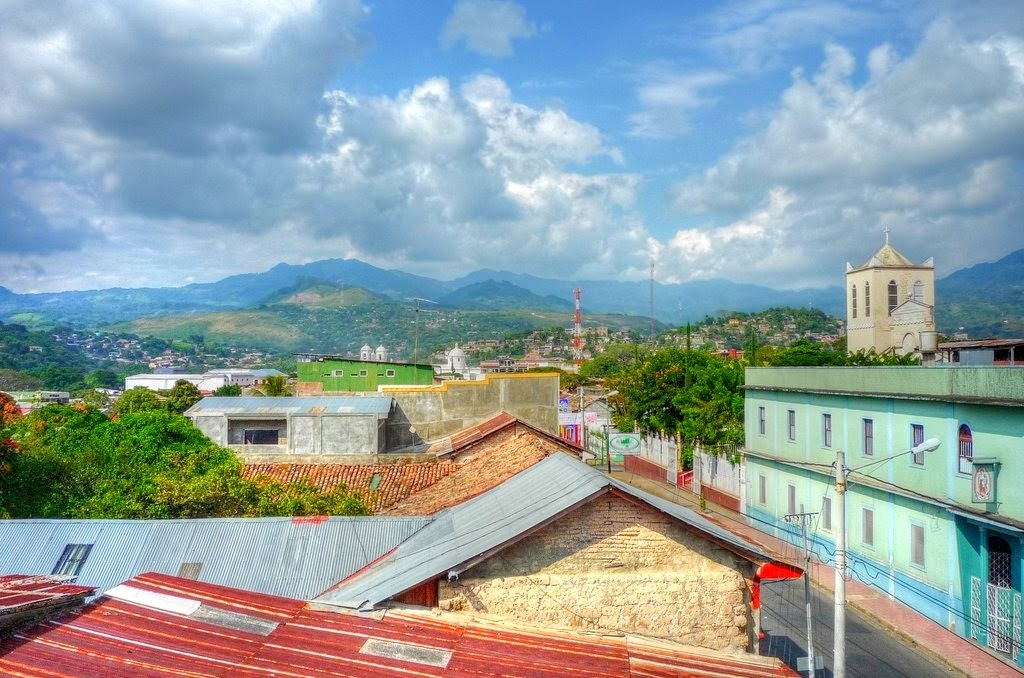
La cité de Matagalpa surnommée la Perle du Nord.

Cette ville dynamique est également réputée comme un grand centre économique du pays portant le titre flatteur de "Capitale de la production", grâce à l'importance et la variété  de ses activités agricoles et commerciales.

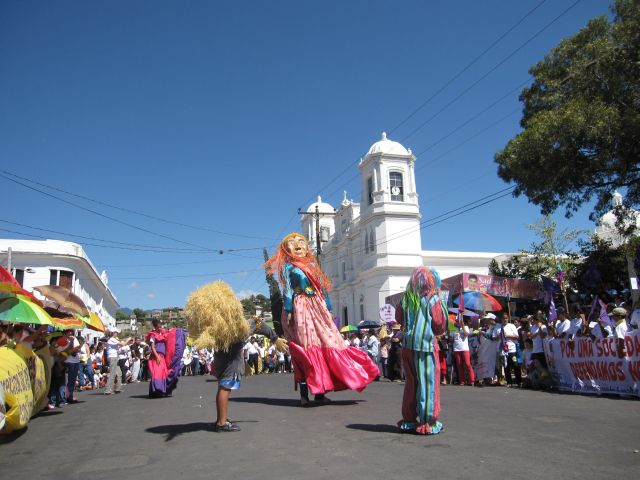
La Cathédrale de Matagalpa au cœur de la ville

À partir de 1542, elle abritait le siège du Corregimiento de Matagalpa, au sein de la division territoriale et administrative de la Capitainerie générale du Guatemala de l'Empire espagnol. La ville a été fondée en tant que village (en espagnol: pueblo) le 5 avril 1851 et reçut le titre de cité (en espagnol: ciudad) le 14 février 1862.
L'agriculture de cette région montagneuse est essentiellement centrée sur la culture du café,  qui correspond à la seconde zone de production nicaraguayenne après celle du Département de Jinotega, et à celle des fruits exotiques destinés à l'exportation (oranges, pamplemousses, bananes et bananes plantins).

## Toponymie
Le nom de Matagalpa vient du peuple indigène qui vivait sur ces terres. Étymologiquement, diverses interprétations ont été proposées.
L'anthropologue de Matagalpa, le Dr Mario Rizo Zeledon et l'historien Eddy Kuhl Arauz pensent, comme l'historien Jerónimo Pérez, que le terme Matagalpa vient précisément dans la « langue Matagalpa » (Daniel Garrison Brinton) -  ou « hybride matagalpa-nahuatl » - de l'expression maika-calpa, de maika - "grosse tête" et calpul - "peuple". Cela coïncide avec la réalité historique, puisque Matagalpa est la plus grande ville du centre-nord du Nicaragua depuis l'époque précolombienne et apparaît ensuite dans les archives ecclésiastiques de l'époque coloniale comme « la ville indienne de Matagalpa » ou "'Pueblo Grande (grand peuple) avec ses deux parties, Molagüina et Solingalpa.
Cependant, l'architecte Octavio Malpica, locuteur Nahuatl, estime lui, que le mot "Matagalpa" vient de la langue Pipil et est composé des mots matat (qui signifie "filet", "piège") galli ou kalli (qui signifie "Maison, structure, toit") et pan (qui signifie "Lieu" d'abondance "). Par conséquent, Matagalpa (ou Matlalkalpan) signifierait « Lieu où les pièges abondent ». Il s'accorde en cela avec l'ingénieur Alfonso Valle qui interprète le nom de la ville comme Matlatl-calli-pan ou « Maison des filets ».
Par contre, le professeur Luis Cuadra Ceas traduit Matagalpa par matlactli-calli-pan ou « Dans les dix maisons (ou familles) », tandis que le Dr Alejandro Dávila Bolaños évoque matlati-galpa ou « Territoire des frondeurs » (guerriers armés de frondes) et que le prêtre catholique et linguiste Guillermo Kiene (1898-1959), estime que Matagalpa semble provenir du sumo et signifierai « Allons où sont les rochers ».
D'autres interprétations, comme « Ici à côté de l'eau »  ou « Entre les montagnes », seraient clairement liées à la situation géographique de la ville, sur les rives du Río Grande de Matagalpa et entourée de montagnes,[pourquoi ?]

## Histoire
Les habitants de la région centrale du Nicaragua, à l'arrivée des Espagnols, étaient appelés:
- Chontales selon Gonzalo Fernández de Oviedo (1527),
- Uluas ou Taulepaulua par Diego García de Palacios (1576),
- Popolucas par le Frère Blas Hurtado y Plaza en 1748,
- et parfois appelés Xicaques ou Lencas.

### Les Matagalpas
La langue de ces habitants est appelée "matagalpa" depuis 1891 lorsque le linguiste Daniel Garrison Brinton l'a étudiée et classée. Un document de 1855 mentionne 97 mots et expressions de la langue matagalpa (section Daniel G. Brinton de l'American Philosophical Library à Philadelphie). Cette langue a disparu depuis 1875. Elle avait précédemment porté différentes dénominations telles que chontal, populuca, cacaopera et pantasma.
Le terme "Matagalpa" est également utilisé pour le nom du groupe ethnique lui-même. De nombreuses villes étaient habitées par les Matagalpas telles que; Susucayán, Apalí, Mozonte, Alcayán, Tapacusí, Caulatú, Quilalí, Apasupo, Yalagüina, Palacagüina, Condega, Jinotega, Sébaco, Metapa, Olominapa, Tecomapa, Matagalpa, Molagüina, Solingalpa, Moteote Yay Teustepe, Juigalpa et Acoyapa.
Il convient de noter que cette région n'était pas occupée par les groupes ethniques de Chorotegas, ou Niquiranos, ou Maribibians, qui vivaient dans la zone chaude de la bordure du Pacifique et étaient d'origine mésoaméricaine et parlaient des langues liées au nahuatl; tandis que le matagalpa est apparenté aux langues d'origine chibchas, de la famille misumalpane.
Le développement de ces cultures a été relativement élevé entre les IXe siècle et Xe siècle, comme en témoignent les restes des meules, de la poterie, des peintures rupestres et des sculptures en pierre qu'ils ont laissées. En particulier, les Matagalpa produisaient des céramiques d'un style connu aujourd'hui sous le nom de "Ceramica Negra" (poterie noire) et "Naranja Segovia" (Segovia orange), ils ont également sculpté des statues en pierre représentant leurs chefs et leurs guerriers.
Les interprètes d’origine Nahuatl et Chorotega qui accompagnaient les Espagnols, les ont appelés "chontales" et "popolucas", ce qui signifie "étrangers" et "balbutiements" ou "balbutiants", comme le dit Jaime Incer Barquero.
Contrairement à cette conception péjorative, il suffit de comparer les dessins stylisés des statues d'Amerrisque et de Garrobo Grande, conservées au musée archéologique "Gregorio Aguilar Barea" de la ville de Juigalpa, avec les nudités grotesques des idoles trouvées à Zapatera et Ometepe.

### Époque coloniale

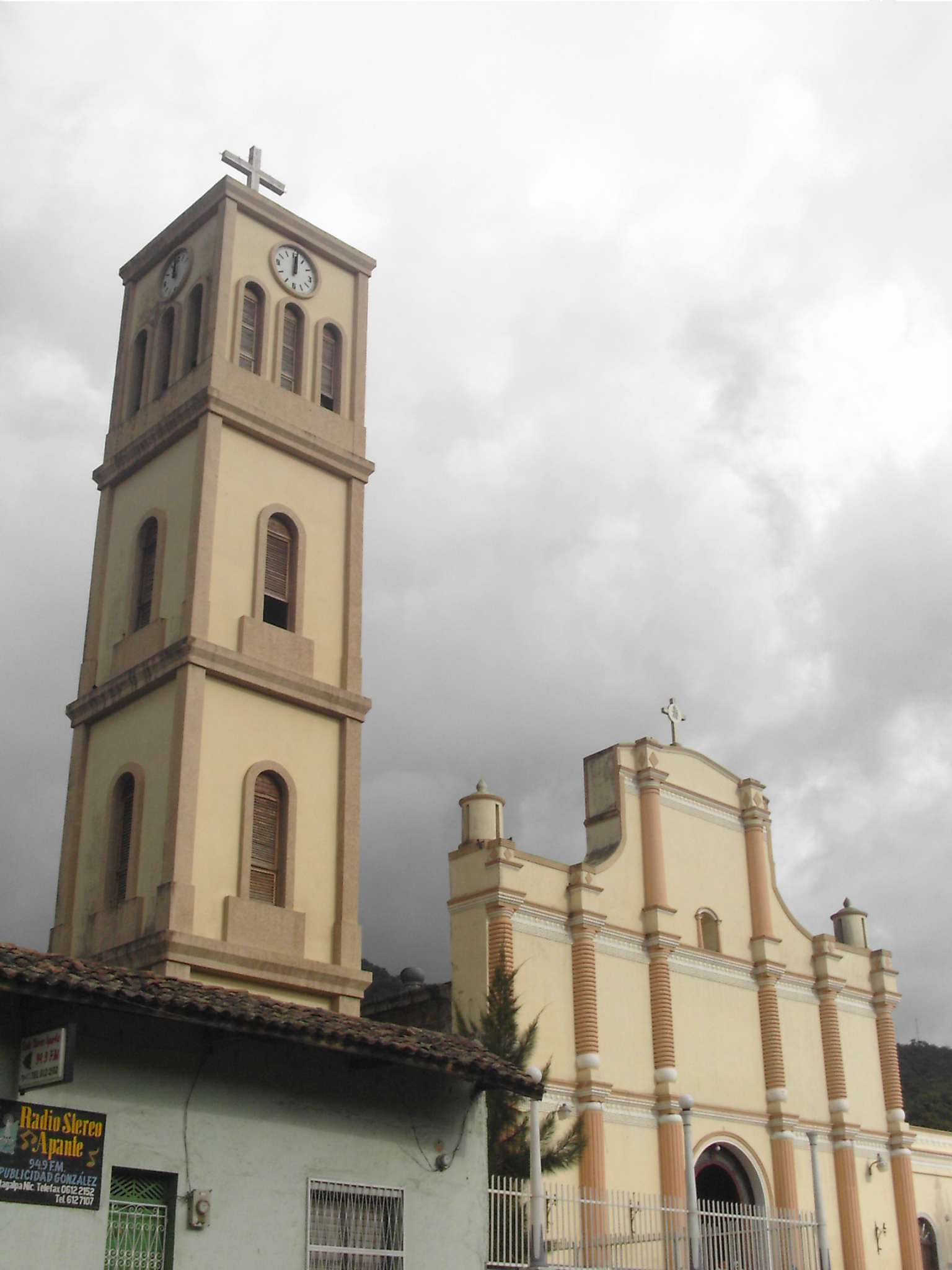
L'église San José de Matagalpa, témoin de l'époque coloniale hispanique.

La pénétration des Espagnols au Nicaragua s'est effectuée de la "mer du sud", l'océan Pacifique, vers la "mer du nord", les Caraïbes. Les Matagalpas se sont distingués pour avoir été les premiers à affronter les conquistadors lorsque Francisco Hernández de Córdoba, Hernando de Soto et leurs troupes ont voulu pénétrer leur territoire en 1525 à Joana Mostega, à 50 km au nord-est de Telica. Ils étaient redoutés par les Espagnols car ils étaient très courageux et efficaces avec leurs arcs et leurs autres armes. Il a fallu 300 ans aux Espagnols pour les soumettre. Au moment de l'indépendance du Nicaragua en 1821, il y avait encore de nombreux Cacaopera dans les montagnes centrales du Nicaragua.

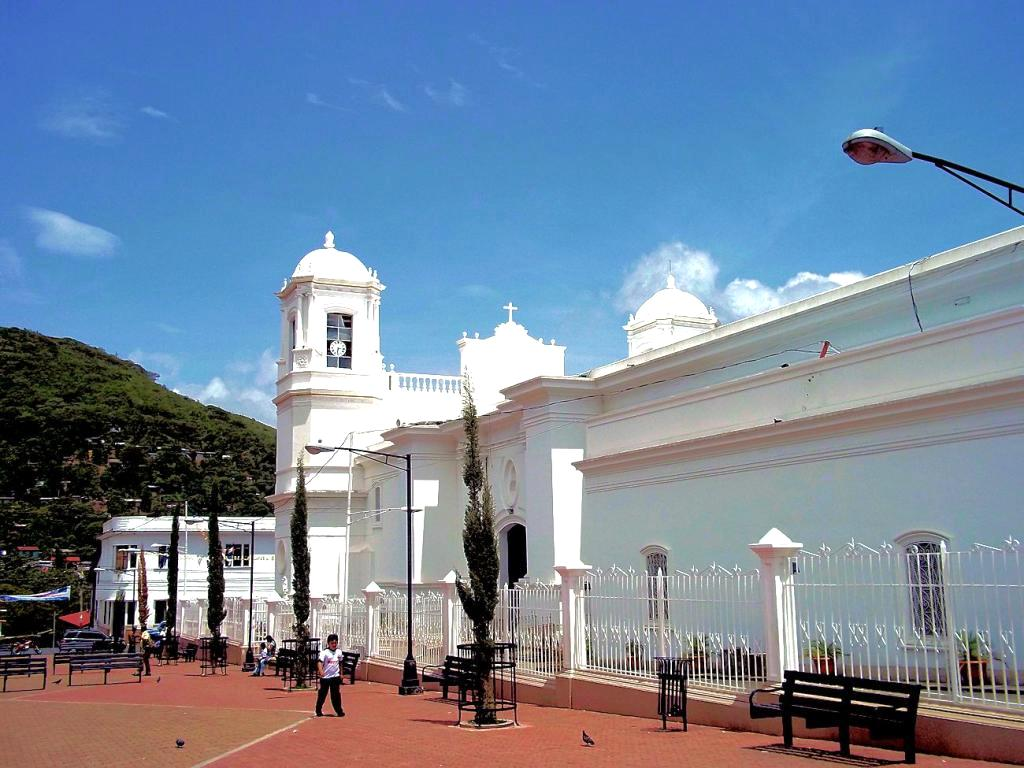
La cathédrale San Pedro.

De 1530 à 1536, le frère Lázaro de Guido de l'Ordre de Notre-Dame-de-la-Merci (merced en espagnol) a commencé l'évangélisation des Matagalpas dans la région de Sébaco et les montagnes environnantes, une mission poursuivie par le frère Juan de Alburquerque en 1600 un peu plus à l'intérieur des terres. En 1542, les peuples autochtones ont été organisés selon des lois spéciales et les premiers conseils locaux ont été formés. Par un accord convenu entre les Matagalpas et les Espagnols, et exigé par ces peuples autochtones, ils devaient être assurés qu’en recevant le baptême, ils ne seraient pas obligés d’émigrer de leurs terres, qu’ils conserveraient l’autorité parentale sur leurs enfants et que les soldats espagnols n’entreraient pas dans leurs habitations.
Lors du recensement espagnol de l'année 1581, il est mentionné "la ville indienne de Matagalpa avec ses parties de Molagüina et Solingalpa avec un total de 75 Indiens tributaires" (payant un tribut).
En 1603, Juan de Alburquerque et les premiers missionnaires espagnols s'installent à côté des indigènes.
En 1628, les réductions de San Ramón Nonnato et San Pedro de Metapa ont été créées, qui sont les premières établies par les missionnaires. C'étaient des réductions d'Indiens Matagalpa que les missionnaires mercédaires avaient amené des montagnes de Tababaca (entre Matagalpa et Muy Muy Viejo), à l'est de Sébaco, où Juan de Alburquerque les avait christianisés entre les années 1606 et 1610.
Sédentaires, les Matagalpas vivaient dans de petits villages de maisons au toit de chaume. Ils étaient agriculteurs et leurs principaux produits étaient, comme aujourd'hui, le maïs, les haricots et le cacao. Ils avaient appris l'utilisation des tubercules (manioc, taro) de leurs voisins, les Uluas qui vivaient à l'est de Yasica et Matiguás, sur les rives de la rivière Kiwaska (aujourd'hui Río Grande de Matagalpa).
Pendant la conquête espagnole du Nicaragua, les terres des Indiens Matagalpa ont été envahies. Cependant, les Matagalpas se sont toujours distingués pour être très féroces suscitant de nombreux soulèvements, notamment en 1643, 1688, 1773 et 1881, à cause des mauvais traitements que les corrégidores espagnols infligeaient à la population.
Initialement, la ville de Matagalpa était structurée en trois villes ou districts autochtones: Pueblo Grande ou Maika Calpul (en Matagalpa), Solingalpa et Molagüina, avec des modifications ultérieures apportées avec la formation de nouveaux quartiers comme celui de Laborío en 1750 (réservé aux Indiens étrangers travaillant comme domestiques) et celui de Guanuca en 1790 (réduction des Indiens sumos).
En 1703, lors de la visite du missionnaire, frère Antonio Margil de Jesús, il y avait peu d'Espagnols à Sébaco, Matagalpa, Muy Muy ou Jinotega.
En 1752, lors de la visite de Monseigneur Pedro Agustín Morel de Santa Cruz, évêque du Nicaragua et du Costa Rica, il est mentionné qu'il y avait plusieurs familles espagnoles dans le village, dont les noms de famille (Aráuz, Baldizón, Cantarero et Tinoco) sont mentionnées depuis 1730.
De l'or a été découvert autour de Matagalpa en 1840. Avec de nombreux Espagnols et métis, il a attiré des immigrants allemands, américains et britanniques. Ludwig Elster (de Hanovre) et son épouse Katharina Braun (de Schwarzwald), deux des immigrants les plus connus de cette période, ont planté les premiers caféiers de la région, dont les grains ont rapidement été commercialisés en Allemagne. La culture du café a attiré plus de 120 immigrants européens, dont beaucoup ont épousé des femmes matagalpanes et un grand nombre de leurs descendants vivent toujours dans la région.

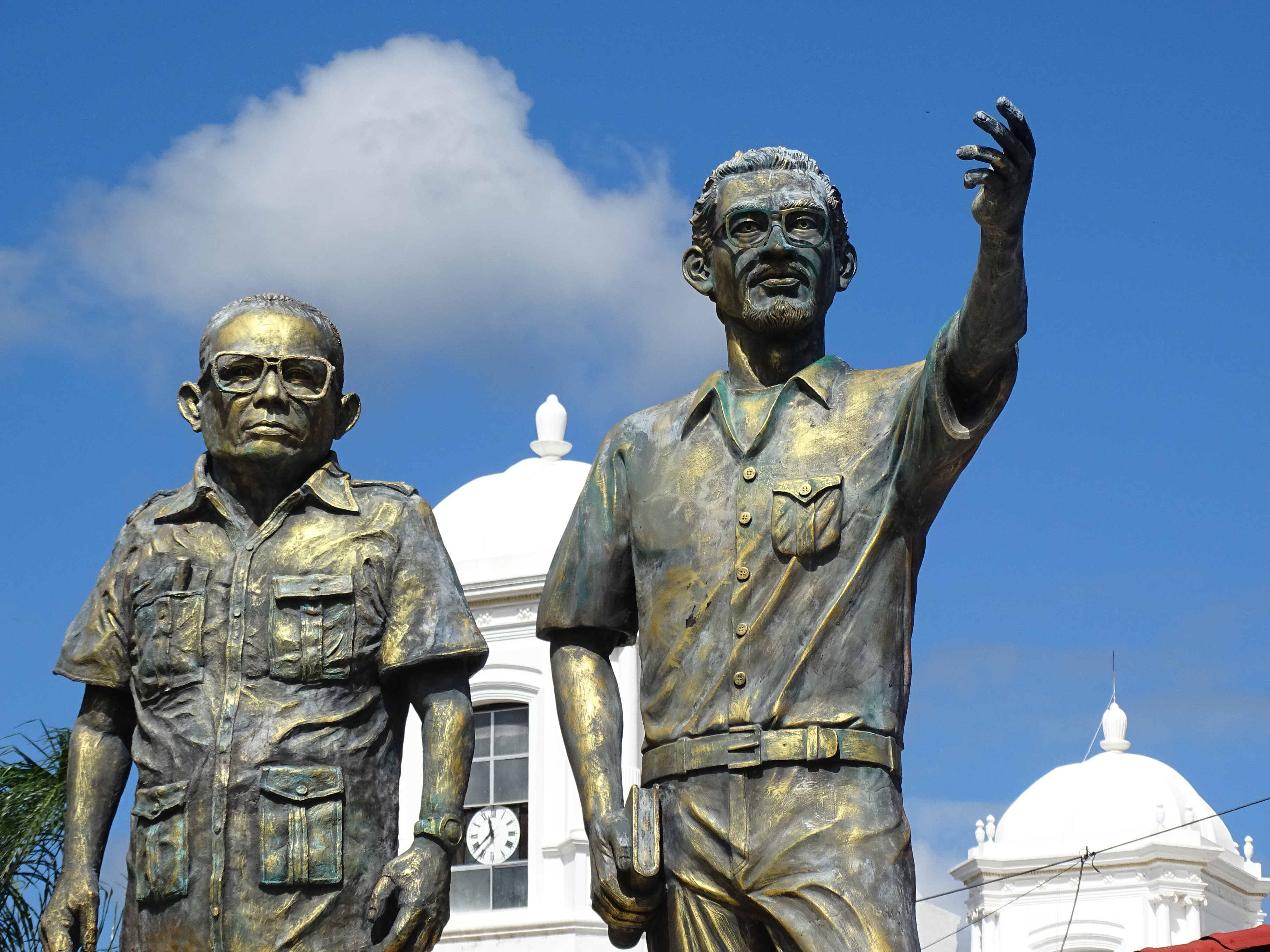
Tomas Borge et Carlos Fonseca fondateurs du FSLN.

Le 5 avril 1851, la cité est reconnue comme telle, recevant le titre de ville le 14 février 1862 (en espagnol : ciudad), selon le décret législatif du Congrès national du Nicaragua, pendant l'administration (1857-1867) du président Tomás Martínez Guerrero.
Matagalpa fut également un refuge pour de nombreux Nicaraguayens échappant à l'invasion du flibustier tennesséen William Walker qui a dominé une grande partie du pays et du pouvoir en 1856. À Matagalpa, les patriotes ont organisé l'Ejército del Septentrión ("Armée du Nord") contribuant à mettre fin au règne de Walker. Les Matagalpas ont été décisifs pour vaincre les mercenaires de Walker à la bataille de la bataille de l'hacienda San Jacinto (en), où une colonne de 60 Cacaopera avec arcs et flèches, commandés par le colonel José Dolores Estrada Valdo, a combattu aux côtés des patriotes nicaraguayens, remportant cette bataille qui a marqué la fin de l'aventure Walker au Nicaragua.
En 1923, certains immigrants originaires du Danemark sont également venus à Matagalpa et se sont installés dans les hautes terres. La plupart sont désormais retournés dans leur pays d'origine, mais trois familles sont restées : les Gröns, les Möllers et les Petersens.

## Géographie

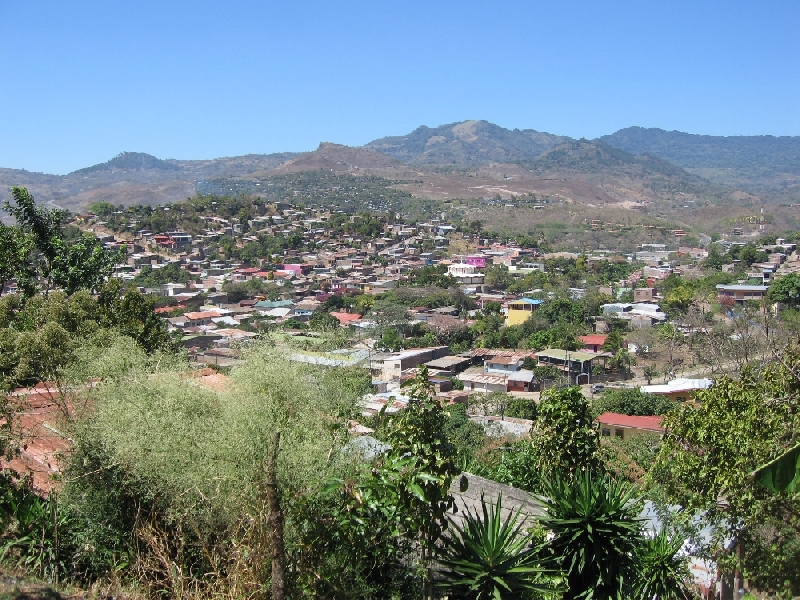
Vue sur la ville.

Matagalpa est limitrophe au nord de la municipalité de Jinotega, au sud des municipalités d'Esquipulas et de San Dionisio, à l'est des municipalités d'El Tuma - La Dalia, de San Ramón et de Muy Muy et à l'ouest de la municipalité de Sébaco. 
Située sur les rives du Rio Grande de Matagalpa, la ville est également traversée par les ruisseaux de Molás, Agualcás et divers canaux sur lesquels des ponts ont été construits. 

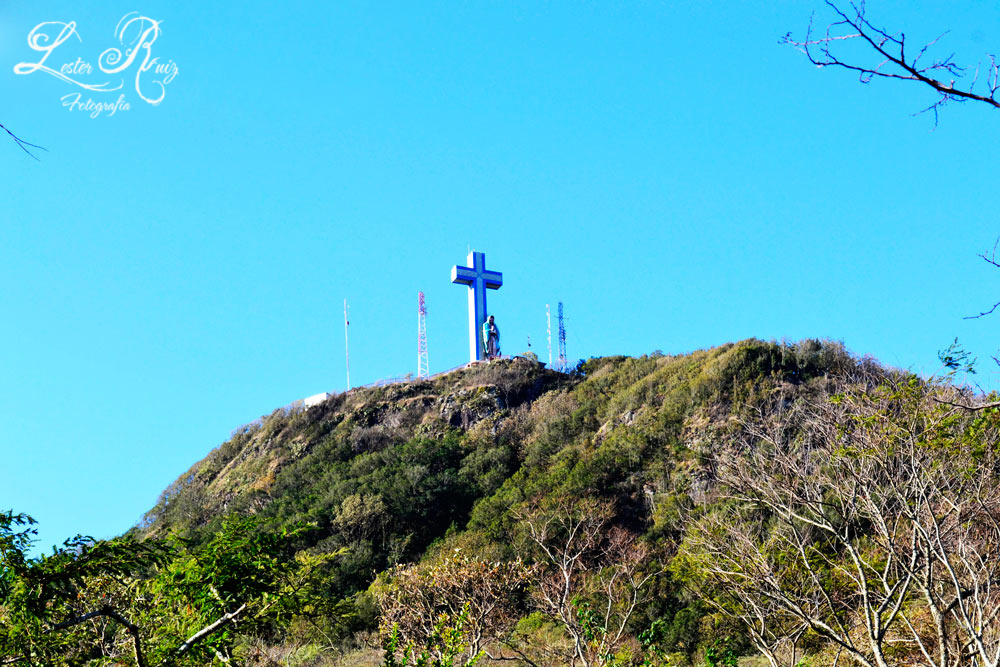
La colline Apante surplombe Matagalpa.

Matagalpa est entourée presque entièrement de montagnes. Parmi les plus importantes se trouve la colline Apante qui forme l'une des branches de la chaîne de montagnes Dariense, elle est située au sud-est de la ville. À l'ouest, en face du centre historique de la ville se trouve la colline El Calvario (Le Calvaire), aujourd'hui transformée en parc de loisirs. Au nord de la ville se trouvent plusieurs collines couvertes de forêts, parmi lesquelles la colline San Salvador (Saint Sauveur) se distingue. Dans la même zone urbaine, se trouve la colline Pancasán et le quartier du même nom, visible de tous les points de la ville.

### Hydrographie

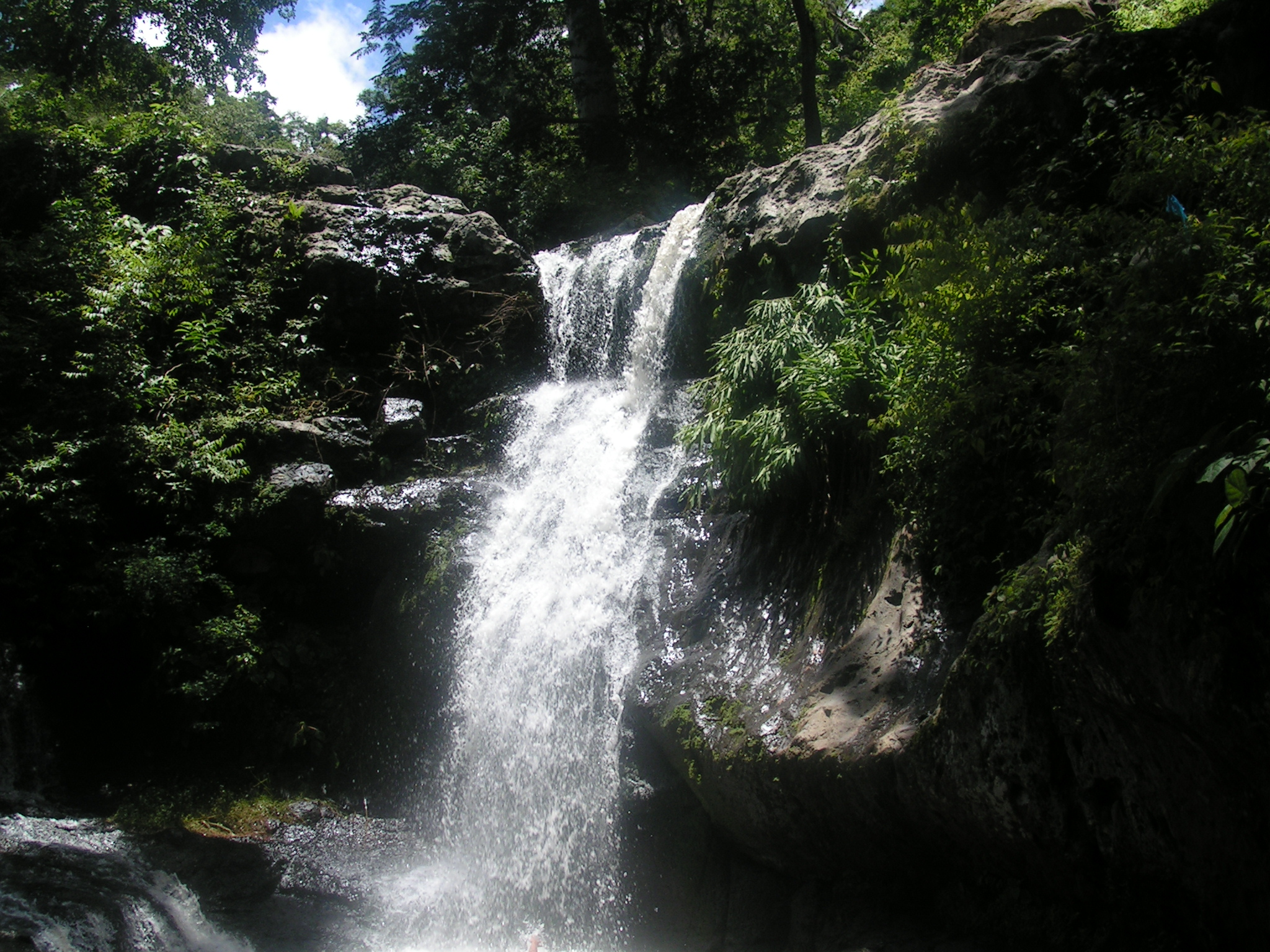
Cascade depuis la colline Apante

Dans le quartier de Guanuca, au nord de la ville, s'écoulent les eaux du Río Grande de Matagalpa qui est formé par l'union de deux petites rivières, la Molino del Norte et la San Francisco. Avec ses 550 km de long, depuis son lieu de source dans les montagnes du nord de Selva Negra, c'est le deuxième fleuve du Nicaragua, après la Ségovia le plus long fleuve d'Amérique centrale avec ses 725 km de long. Il traverse la ville du nord-est au sud-ouest pour déboucher dans l'Atlantique au nord de Puerto Cabezas. Il cause des dommages aux quartiers situés sur ses rives, en raison de ses inondations hivernales.
L'approvisionnement en eau de la ville est assuré en partie par la rivière Molino Norte, l'une des deux qui composent le Río Grande de Matagalpa. Celle-ci est acheminée vers la station d'épuration de Rubén Darío pour fournir de l'eau potable à environ 30% de la population de la ville, alors que près de 60% est alimenté par l'eau des puits de la municipalité de Sébaco, ce qui entraîne des conséquences chimiques différentes dans l'eau consommée par la population de la ville; il y a un petit pourcentage de la ville approvisionné par d'autres sources près de Cerro Apante.

### Climat
Matagalpa est située dans une zone torride à côté de forêts tropicales. Cependant, sa hauteur lui confère un climat doux et agréable toute l'année. Selon la classification climatique de Köppen, elle a un climat tropical humide et sec qui borde un climat subtropical des hautes terres (Classification Aw).
A Matagalpa, il existe deux zones prédominantes: une zone tropicale sèche, au sud du département et une zone tropicale humide, au nord-est, avec des températures comprises entre 16 et 25 ℃. Les sommets et la moitié nord du département bénéficient d'un temps frais.
| Mois                              | jan. | fév. | mars | avril | mai | juin | jui. | août | sep. | oct. | nov. | déc. |
| --------------------------------- | ---- | ---- | ---- | ----- | --- | ---- | ---- | ---- | ---- | ---- | ---- | ---- |
| Température minimale moyenne (°C) | 16   | 16   | 18   | 19    | 19  | 18   | 18   | 17   | 17   | 17   | 17   | 16   |
| Température maximale moyenne (°C) | 29   | 28   | 31   | 32    | 30  | 29   | 29   | 29   | 28   | 26   | 27   | 25   |
| Précipitations (mm)               | 15   | 5    | 20   | 46    | 229 | 241  | 211  | 241  | 305  | 300  | 145  | 41   |

Matagalpa, ainsi que Jinotega à proximité, profitent du "printemps éternel". Toute l'année il y règne un temps printanier. Matagalpa se situe à plus de 700 m d'altitude avec une température moyenne allant de 26 à 28 °C, et une humidité relative comprise entre 75 et 85 %. Les précipitations moyennes sont de 1 200 à 1 900 mm.

## Population

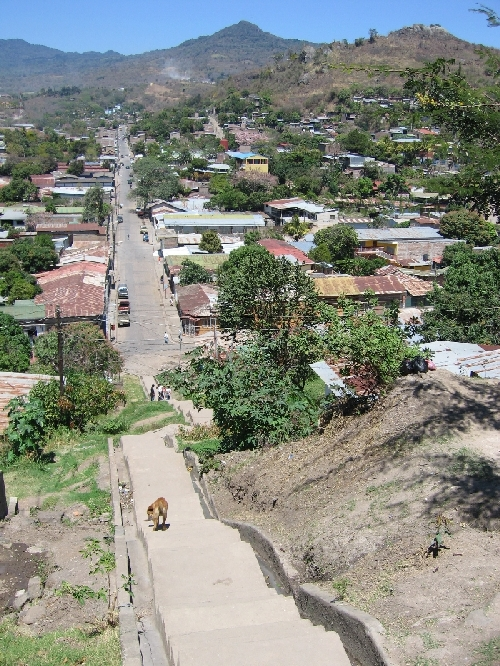
Le relief accidenté de la ville.

La population de la municipalité de Matagalpa est éminemment urbaine (dans les quartiers ruraux, moins de 80 000 personnes vivent sur un total de plus de 200 000) et a augmenté de 3,87 % par an sur la période 1995-2014. C'est la quatrième zone la plus peuplée du Nicaragua.
L'aire urbaine est composée de 48 quartiers (barrios), 16 ciudadelas, 15 repartos, 4 asentamientos, 4 colonias et 2 urbanizaciones.
La ville est située dans une vallée étroite entourée de collines comme celles d'Apante et El Calvario. Le cadre urbain est assez irrégulier s'adaptant au relief accidenté, la zone urbaine est assez petite mais densément peuplée de nombreux bâtiments de 3 étages. Les quartiers périphériques se sont installés sur les pentes des collines environnantes, créant un problème de logement et de logistique pour les autorités. En conséquence, la croissance urbaine a été orientée au sud avec l'urbanisation de certaines communautés qui avaient auparavant des caractéristiques rurales.
La population originelle est indigène, du peuple Matagalpa à laquelle se sont ajoutés les immigrants espagnols et européens. Ces dernières années, elle s'est accrue des contributions de l'immigration nationale d'autres départements et de villes telles que Masaya et León.
En 1870, Matagalpa comptait 4 000 habitants et était divisée en deux quartiers appelés Arriba (au-dessus) et Abajo (en bas), ce dernier abritant une population purement indienne. En 1940, la population de la ville n'atteignait que 7 683 habitants et en 1968, elle était estimée à 21 975. Actuellement, la ville de Matagalpa compte presque 160 000 habitants.
Matagalpa est la ville (après Managua) qui compte le plus grand nombre de bâtiments à plusieurs étages dans le pays.
De nombreux historiens, archéologues, botanistes et ethnologues sont arrivés ces dernières années pour effectuer des recherches dans cette région. Les descendants américains et européens des premiers colons reviennent également visiter les maisons historiques de leurs ancêtres.

## Économie

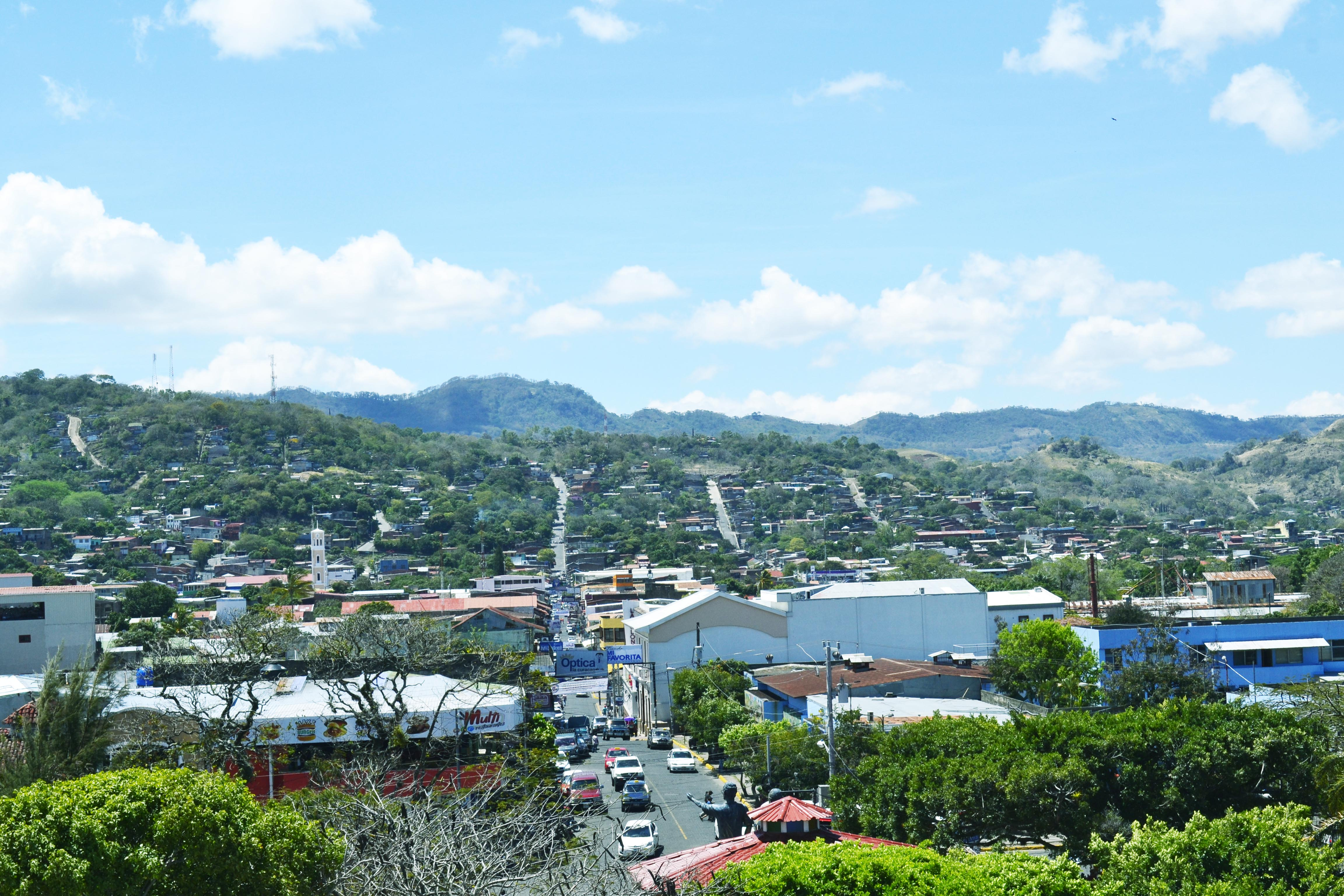
Vue générale sur la ville de Matagalpa

Agriculture : L'économie de Matagalpa est basée sur la production agricole, avec le café comme produit principal et l'industrie laitière. Le cacao, les haricots, le maïs, les légumes et la floriculture sont également des produits locaux.
Le café, introduit au milieu du XIXe siècle, est la plus grande industrie de la municipalité de Matagalpa - et du Nicaragua - et le plus grand employeur de la population. Une grande partie des producteurs de café au niveau national sont implantés au sud de la ville, dans la vallée de la Waswali. Ces dernières années, le développement de complexes industriels de transformation du café a donné un coup de fouet considérable à l'économie matagalpane. Le département de Matagalpa, est le second plus grand producteur de café du pays après celui de Jinotega, mais pratiquement tout le café produit dans ces deux départements est transformé dans les complexes industriels de Matagalpa.
Matagalpa produit et exporte en outre du bœuf et du fromage. Pour la consommation locale, il produit en outre des fleurs, du bois, des oranges, des pamplemousses, des bananes et bananes plantains, ainsi que toutes sortes de légumes tels que le brocoli et le chou-fleur.
Artisanat : La production artisanale la plus caractéristique est celle de la céramique noire et au cours des dernières années, la fabrication de sacs à dos et de sacs à base de cuir et de tissus fabriqués localement par des femmes, a été développée.
Services et commerces : Les services se sont développés grâce à l'attraction de la ville comme chef-lieu du département. Elle dispose de 3 marchés; au nord celui de Guanuca, très important pour sa forte activité économique, au sud les foires agricoles, l'une aux bestiaux, l'autre aux fruits et légumes. Il y a également plusieurs centres commerciaux comme "Avenida del Comercio" et "Calle de los Bancos". Sa situation administrative lui vaut de concentrer des succursales bancaires des principales banques du pays, situées entièrement sur l'avenue Bartolomé Martínez, en plus des maisons commerciales, des restaurants, des grands magasins, des cliniques privées et des pharmacies qui font de la ville le principal centre de services de la région.
Construction : Ces dernières années et grâce à la croissance économique soutenue du pays, le commerce dans la zone urbaine de Matagalpa a montré de grands progrès dans la construction de bâtiments résidentiels et commerciaux, faisant de la ville un pionnier dans la zone nord en termes de constructions verticales, en partie en raison de la topographie de la ville qui manque d'espace.
Éducation et santé publique : Les services se complètent dans les domaines éducatif et sanitaire. Il y a sept universités parmi lesquelles se démarque l'Université nationale autonome du Nicaragua (UNAN) Farem-Matagalpa fondée en 1980, qui dispose de 2 sites dans la ville, avec le campus principal sur les rives du Río Grande de Matagalpa et le centre d'enseignement technique. Parallèlement, 53 centres éducatifs dispensent l'enseignement préscolaire, primaire et secondaire.
L'hôpital régional César Amador Molina se distingue dans le domaine de la santé. Il est situé au nord de la ville sur une colline d'où l'on voit le Mercado del Norte, le Rio Grande et le quartier peuplé de Guanuca.

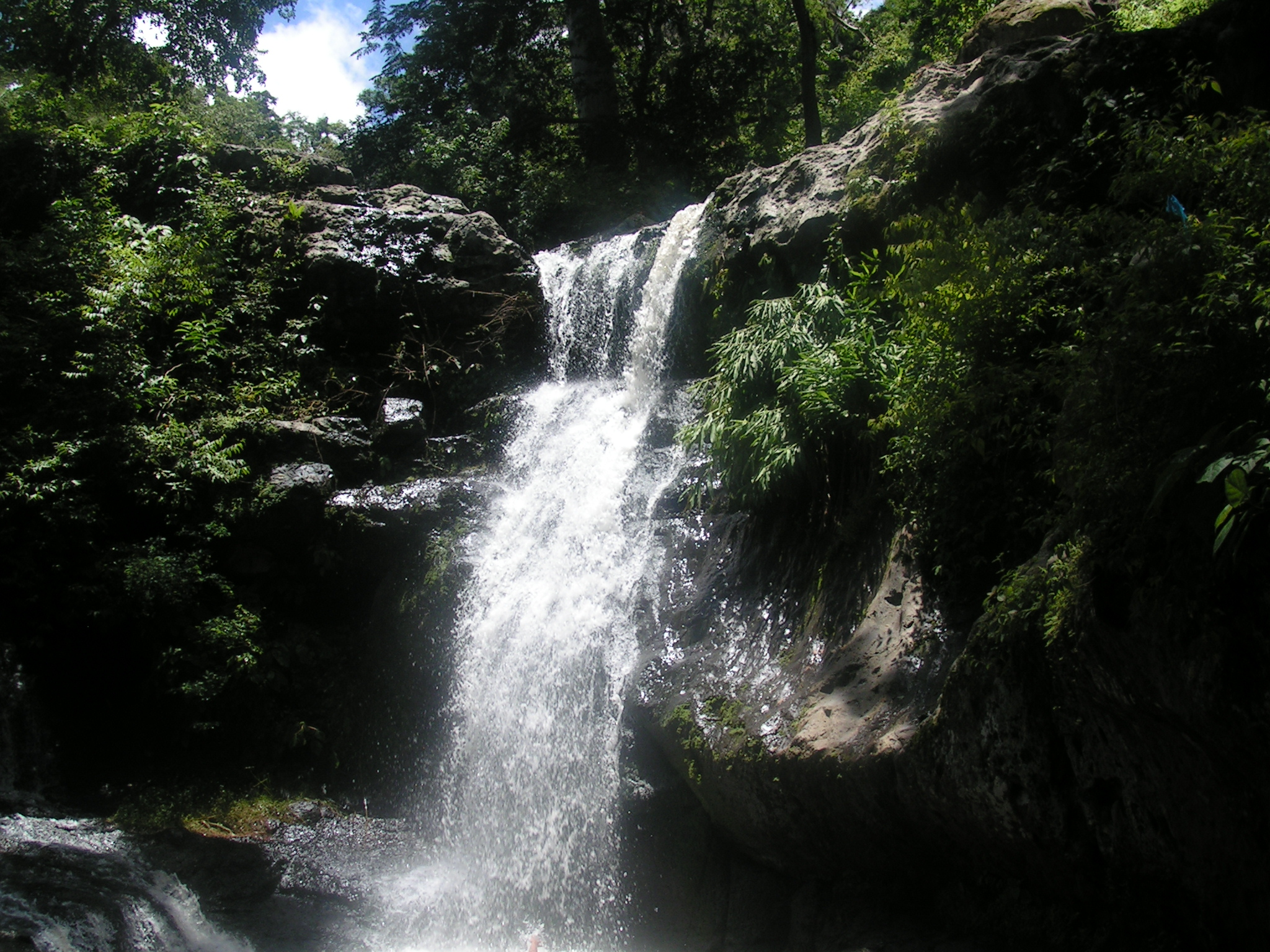
Cascade à Apante.

Tourisme : La région de Matagalpa est appréciée des écotouristes pour ses montagnes et ses stations touristiques de montagne réputées, comme Aranjuez et Santa Maria de Ostuma. Une grande partie de l'économie de Matagalpa dépend de cet écotourisme. Les parcours de randonnées, de promenades et d'excursions dans la nature sont très nombreux dans le département et dans la région nord du Nicaragua. L'un des sites d'écotourisme les plus reconnus est le Selva Negra Wildlife Refuge, avec plus de 120 ha de terres destinées à la conservation de la flore et de la faune très diversifiées de la région.
Au cours des dernières années, Matagalpa a connu un afflux important de migrants (principalement des paysans) en provenance d'autres départements, ce qui a mis à rude épreuve les infrastructures et l'environnement. C'est désormais, le deuxième département le plus peuplé du Nicaragua, après le département de Managua.
Transports : Matagalpa dispose de deux terminaux de bus; le terminal nord, ou Guanuca, relie la ville aux communes de l'intérieur et est le point de confluence pour les habitants des zones rurales du département, il gère également un grand volume de marchandises et de céréales de base. Le terminal sud est situé en face du marché sud, c'est la connexion de la ville avec les principales villes de la région comme Estelí et Jinotega, ainsi que la capitale.
Malgré sa géographie accidentée la ville est desservie par quatre routes importantes :
- La route circulaire "Héros et Martyrs de Pancasán" qui la relie à Managua et Bilwi (région autonome de la Côte caraïbe nord),
- L'avenue Guanuca Central, voie de communication vers la rocade et avec le terminal nord et le marché principal de la ville,
- L'avenue José Dolores Estrada - Mieux connu comme "Avenida del Comercio" (avenue du commerce) qui relie les principaux lieux de la ville du nord au sud.
- L'avenue Don Bartolomé Martínez ou "Avenida de los Bancos" (avenue des banques) qui converge avec la précédente au Parc Morazán.

Matagalpa possède une belle route qui rejoint Jinotega à 30 km, avec des vues panoramiques qui s'étendent jusqu'à la chaîne volcanique de la cordillère des Maribios près de la côte du Pacifique, à 140 km de là.

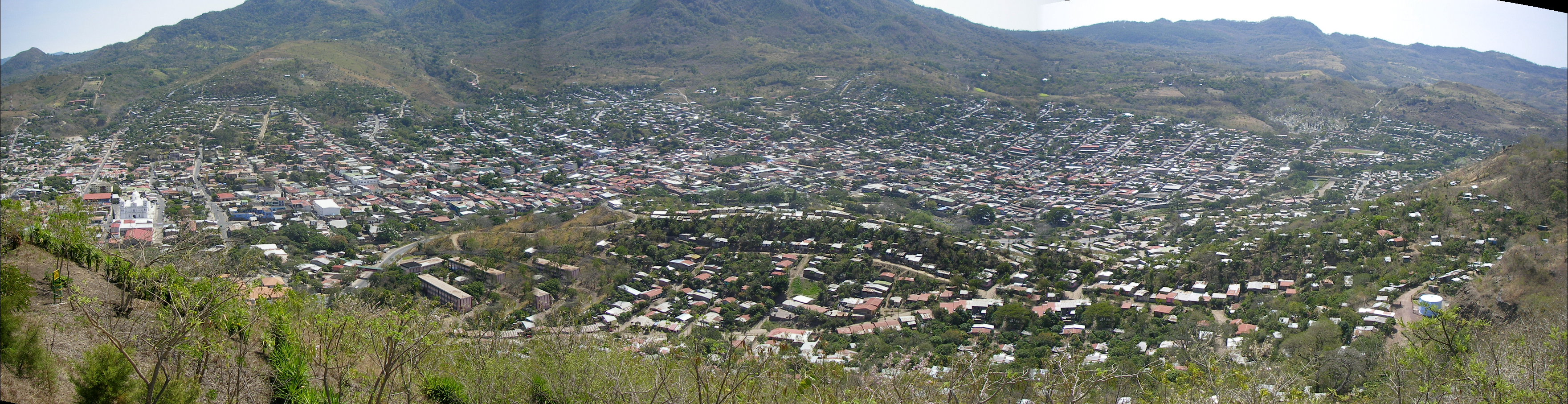
Vue panoramique sur Matagalpa depuis la colline du calvaire.

## Culture

### Patrimoine architectural et culturel
Matagalpa possède plusieurs monuments intéressants et qui valent le détour.
La cathédrale : San Pedro Apóstol de Matagalpa, également appelée Parroquia de San Pedro, la troisième plus grande cathédrale du Nicaragua se distingue par son style éclectique entre baroque et néoclassique. Elle a été construite par les jésuites. Le jour de la Saint Pierre, le 29 juin 1874, la première pierre a été posée lors d'une cérémonie solennelle. L'importance architecturale de l'édifice réside dans le fait qu'il s'agit du premier bâtiment d'une telle ampleur dans le pays, en dehors des villes coloniales de León (1774) et Granada (1870).

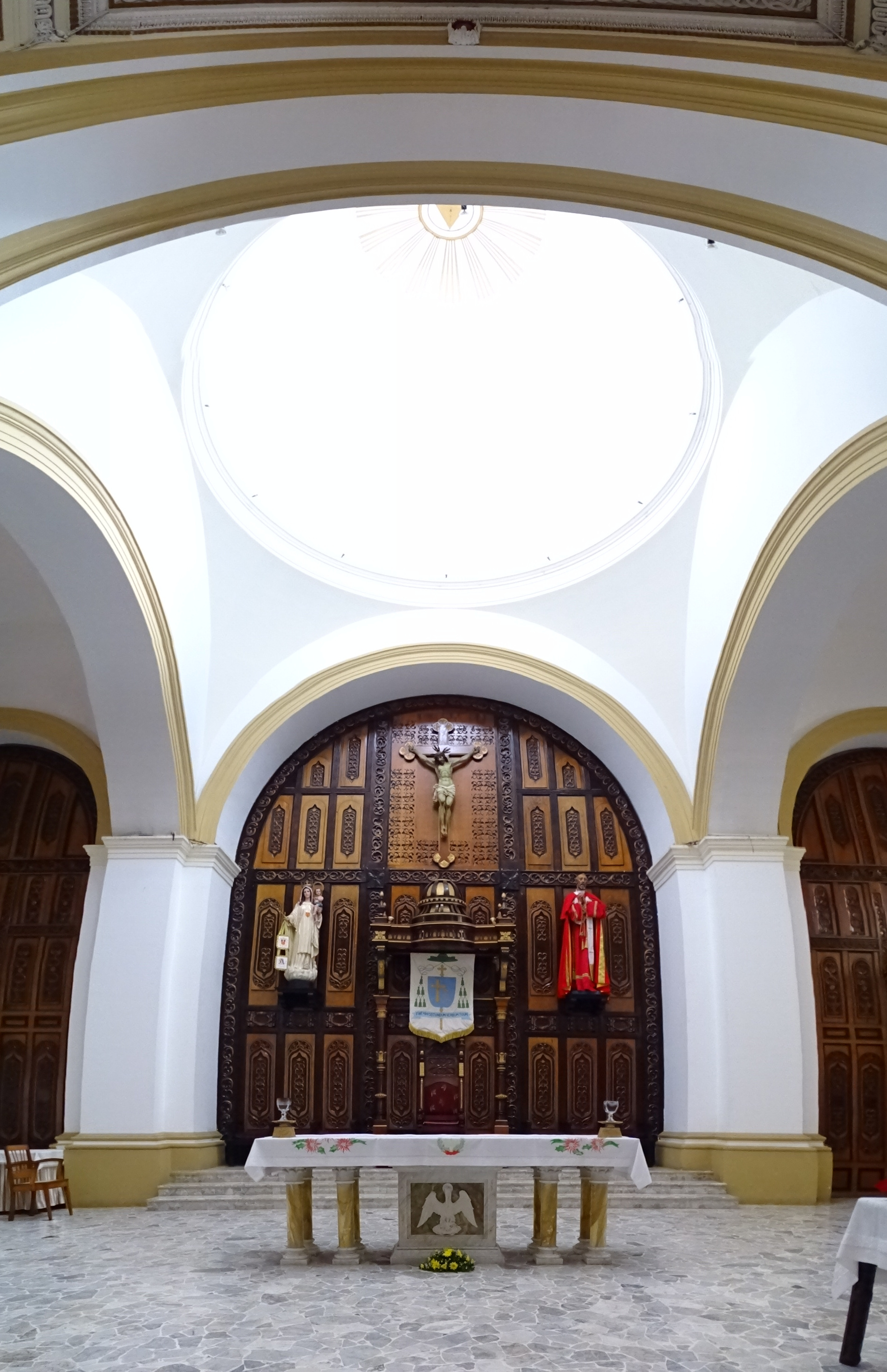
Cathédrale de Matagalpa - L'autel.

Il a également fallu plus d'efforts pour construire cette œuvre monumentale à Matagalpa, car il n'y avait pas de bonnes routes permanentes à travers ses montagnes et aussi qu'elle était loin du centre politique du pays et surtout des ports. C'est pourquoi presque tout a été construit avec des matériaux locaux. Mais il fallut importer les plaques de fer pour les tendeurs horizontaux, les clous, les boulons, les rivets, les charnières de porte, les fenêtres et le verre du Guatemala, les cloches, les chaînes de fer, les horloges et les images en plâtre ont été importées de l'étranger ou de la région du Pacifique. Le travail était entièrement local, en partie donné et en partie payé. La direction était, pendant la première étape, sous le père jésuite espagnol Alejandro Cáceres, puis sous l'italien Carlos Garbagnati et la dernière étape de 1884 à 1895, sous contrat avec le constructeur italien Emilio Montesi et la Camilo Caldera des Mayas. Au début, dans la première étape de 1874 à 1881, comme il n'y avait pas de ciment, le père jésuite Alejandro Cáceres, a commandé un mortier fait d'un mélange de chaux, de sable et de blanc d'œuf. Ensuite du ciment, appelé "ciment romain", a été importé dans des tonneaux en bois transportés par des charrettes à bœufs.
Les murs ont été construits avec de lourdes pierres, les voûtes avec une double rangée de briques cuites sur les rives du Rio Grande par les ouvriers du maître constructeur José Arauz, sur un dessin du Père Cáceres. Les horloges du clocher ont été assemblées par l'immigrant allemand Otto Kühl en 1917, qui a déplacé les cloches qui se trouvaient dans la tour sud vers la tour nord et a soulevé la grande horloge, déjà armée, utilisant pour ses deux opérations les treuils de la mine d'or La Leonesa. L'atrium, en pierre creuse, en face et sur les côtés de la cathédrale a été construit sous la direction du père Gonzalo Mendoza et donné par la famille de Don Ramón Arnesto.
L'achèvement de sa cathédrale a fait de Matagalpa la troisième ville la plus importante du Nicaragua, désignée comme "évêché auxiliaire de Managua" en 1913 puis comme "évêché indépendant" en 1924 lorsque, Monseigneur Isidoro Carrillo y Salazar a été consacré Évêque de Matagalpa et Jinotega.
Autres monuments catholiques : Les anciennes églises de Dolores, San José de Nazareth et San Felipe Apóstol de Molagüina, la chapelle œcuménique Saint-Nicolas construite dans le style germanique, les ruines de l'ancien couvent des jésuites, aujourd'hui terrain de sport "El Brigadista".
La Montaña de la Paz, le plus grand monument religieux du pays, est une croix de 33 mètres de haut, éclairée de l'intérieur de la structure par l'énergie produite par des panneaux solaires.
Monuments civils : Ce sont des bâtiments uniques parce que des personnages importants y sont nés, comme la maison de Bartolomé Martínez Bartolo (es), président du Nicaragua (1923-1925) et le lieu de naissance de Carlos Fonseca Amador (1936-1976). Il y a deux musées du café, un dans la ville de Matagalpa et l'autre dans la Selva Negra.
L'ancien maire de la ville a été à l'initiative de la fondation du musée archéologique qui porte son nom à Juigalpa. Le musée présente nombre d'artéfacts précolombiens (120 statues) et une grande collection de pièces de monnaie et de billets de banque en devises locales et étrangères totalisant 1163 pièces. Il y a dix-sept reliques qui ne sont pas exposées et qui sont gardées sous clé en raison de leur valeur. Ce sont des pièces d'or, des amulettes portées par les figures d'autorité de l'époque lors des cérémonies.
Fêtes : Le jour de la Saint Valentin Matagalpa célèbre sa nomination à la catégorie de ville, décernée le 14 février 1862. Le salon du café a lieu en novembre, la foire au maïs en septembre comme la fête du Huipil.

### Gastronomie

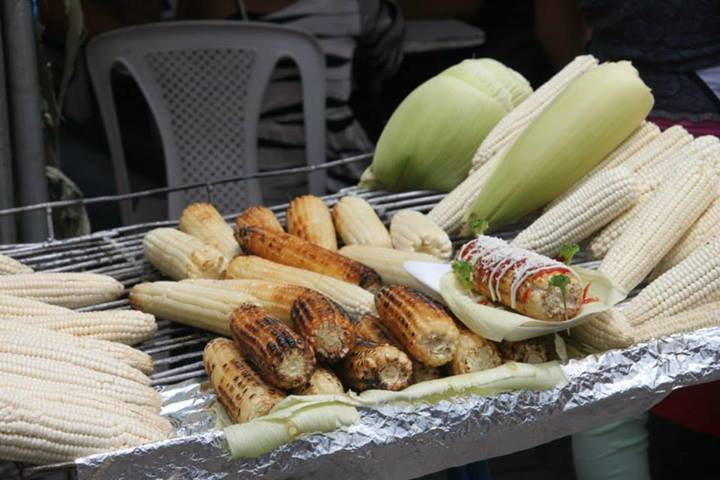
Gastronomie à base de maïs.

L'ensemble de la gastronomie de la région est dérivée du maïs; les tamales sucrés ou salés, les güirilas semi-sucrées (tortillas au fromage blanc), les beignets, la pâte feuilletée, atol de maiz nuevo (bouillie de maïs), les marquotes (ressemble au gâteau de Savoie), Pío Quinto (en) (gâteau au rhum) et gofios (farines), mais aussi de légumes et de produits laitiers (soupe de caillé).
De même, les innombrables boissons dérivées du maïs; pinol, tiste, posol, chicha, cususa (connu sous le nom de vin de maïs), chicha bruja (chicha fermenté).
Le dessert le plus populaire est le cuznaca à base de rapadura (sucre de canne brut) et de jocotes (ou prunes d'Amérique). Matagalpa est également célèbre pour ses nacatamales (repas complet à base de porc ou de poulet, de légumes, de pâte de maïs et de riz, cuits à l'étouffée dans une feuille de bananier), un autre des aliments typiques du pays.

## Personnalités liées à Matagalpa
- Benito Morales (1805-1889), chef d'État du Nicaragua en 1833, sénateur et préfet.
- Bartolomé Martínez (1873-1936), président du Nicaragua entre 1923 et 1924.
- Carlos Fonseca Amador (1936-1976), fondateur du Front sandiniste de libération nationale.
- Byron Rojas, boxeur.

## Jumelages
Matagalpa est jumelée avec :
- Wuppertal (Allemagne)
- Tilbourg (Pays-Bas)
- Sabadell (Espagne)
- Gainesville (Floride) (États-Unis)
- San Pedro Sula (Honduras)
- Lewisham (Grande-Bretagne)
- Valparaíso (Chili)
- San Francisco (États-Unis)
- Retalhuleu (Guatemala)
- Heredia (Costa Rica) (Costa Rica)
- Oulu (Finlande)[8]
- Colón (ville du Panama) (Panama)
- Antigua Guatemala (Guatemala)
- Cojutepeque (Salvador)
- Saint-Pétersbourg (Russie)
- Shanghai (Chine)
- Jalisco (Mexique)